# Maisonette

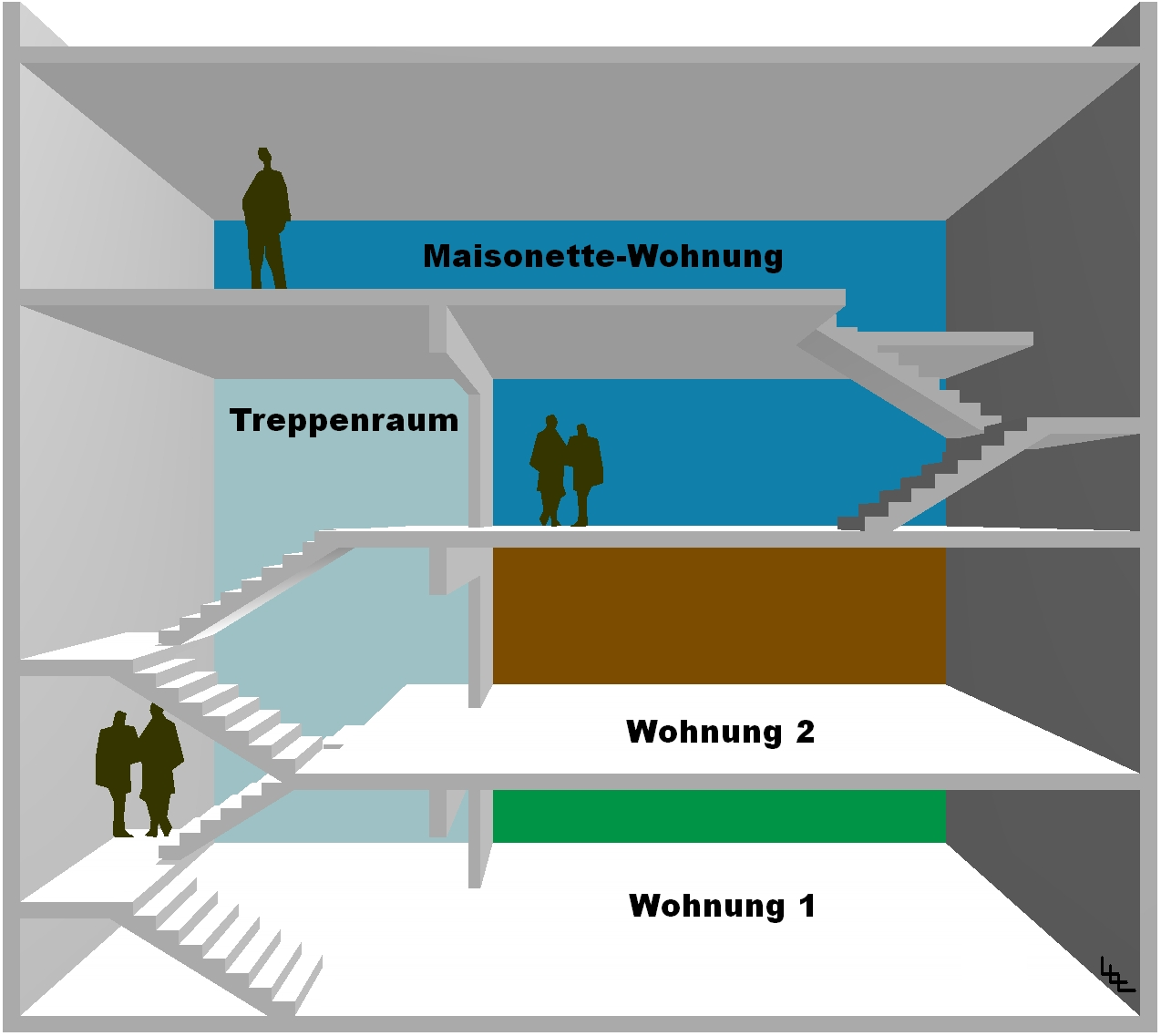
Beispiel einer Maisonette-Wohnung

Mit Maisonette (von engl. maisonette, von frz. maisonnette, „kleines Haus“, „Häuschen“) wird im Deutschen eine Wohnung in einem Mehrfamilienhaus bezeichnet, bei der die Wohnung zusammenhängend in mindestens zwei Geschossen eines Gebäudes angeordnet ist. Die Maisonettewohnung kann sich sowohl in unteren als auch in oberen Geschossen eines Gebäudes befinden, meist umfasst sie jedoch das Dachgeschoss und die darunterliegende Etage. Ist das obere Geschoss wie eine Galerie aufgebaut, wird auch von einer Galeriewohnung gesprochen.
Da es sich zumeist um größere Wohnungen mit einem gewissen Prestigecharakter handelt, sind oft auch die Mietpreise höher. Wie bei einer normalen Wohnung im Dachstuhl gibt es auch bei der Maisonette-Wohnung Dachschrägen, die den Nutzraum einschränken können.

## Anforderungen an Brandschutz
Während in einem Wohngebäude mit mehreren Wohnungen an den Treppenraum hohe brandschutztechnische Forderungen (z. B. an die Wände und Türen) gestellt werden, kann die Treppe zwischen den Wohnräumen einer Maisonette frei in der Wohnung stehen. Auch die Decken werden brandschutztechnisch anders betrachtet als zwischen Wohnungen, da die Maisonette-Wohnung als eine Nutzungseinheit betrachtet wird. Insbesondere wenn sich eine Maisonettewohnung im Dachgeschoss befindet, kann die Bereitstellung eines zweiten Rettungswegs kompliziert werden. Eine Anbindung beider Etagen an den Treppenraum wird vom Gesetzgeber nicht gefordert.